# Michelle Gwozdz
Michelle „Mimi“ Gwozdz (* 18. Februar 1994 in Pfungstadt) ist eine deutsche Reality-TV-Teilnehmerin. Sie gewann 2021 die elfte Staffel von Der Bachelor.

## Leben
Gwozdz ist polnischer Abstammung und wuchs in ihrer Heimatstadt Pfungstadt auf. Nach ihrem Schulabschluss absolvierte sie eine Ausbildung zur Bürokauffrau.
Anfang 2021 nahm sie an der elften Staffel von Der Bachelor auf RTL teil. Sie erhielt im Finale von Bachelor Niko Griesert die letzte Rose. In der Aftershow, moderiert von Frauke Ludowig, gaben die beiden aber an, dass der Ausgang der Sendung nie zu einer Beziehung zwischen beiden geführt habe und sie kein Paar wären. Wenige Wochen nach Ausstrahlung der Aftershow gaben stattdessen Griesert und die Zweitplatzierte Michèle de Roos ihre Beziehung bekannt.
Im Frühjahr 2021 zog Gwozdz nach Köln-Poll. Im August 2021 war sie Teilnehmerin der neunten Staffel von Promi Big Brother und schied auf eigenen Wunsch vorzeitig aus. Zur selben Zeit zierte Gwozdz das Cover und eine Fotostrecke in der Septemberausgabe des deutschen Playboy der Fotografin Ana Dias.

## Fernsehauftritte
- 2021: Der Bachelor (RTL) (Gewinnerin)
- 2021: Promi Big Brother (Sat.1)
- 2021: Ninja Warrior Promi-Special (RTL)
- 2022: Bachelor in Paradise (RTL+)[7]
- 2023: Temptation Island VIP (RTL+)
- 2024: Splash! Das Promi-Pool-Quiz (RTL)
- 2024: My Style Rocks Germany (Sport1)
- 2025: Make Love, Fake Love (RTL+) (Gast)